# دیک بوش
دیک بوش (انگلیسی: Dick Bush؛ ۲ دسامبر ۱۹۳۱ – ۴ اوت ۱۹۹۷) یک فیلم‌بردار اهل بریتانیا بود.

## فیلم‌شناسی
- Culloden (۱۹۶۴)
- Alice in Wonderland (۱۹۶۶)
- Song of Summer (۱۹۶۸)
- Whistle and I'll Come to You (۱۹۶۸)
- When Dinosaurs Ruled the Earth (۱۹۷۰)
- The Blood on Satan's Claw (۱۹۷۱)
- Twins of Evil (۱۹۷۱)
- Dracula AD 1972 (۱۹۷۲)
- Savage Messiah (۱۹۷۲)
- مالر (فیلم) (۱۹۷۴)
- Phase IV (۱۹۷۴)
- تامی (۱۹۷۵)
- Sorcerer (۱۹۷۷)
- The Legacy (۱۹۷۸)
- Yanks (۱۹۷۹)
- One Trick Pony (۱۹۸۰)
- ویکتور ویکتوریا (۱۹۸۲)
- ردپای پلنگ صورتی (۱۹۸۲)
- نفرین پلنگ صورتی (۱۹۸۳)
- آزمایش فیلادلفیا (۱۹۸۴)
- سفر ناتی گن (۱۹۸۵)
- The Quick and the Dead (۱۹۸۷) (فیلم تلویزیونی)
- The Lair of the White Worm (۱۹۸۸)
- Little Monsters (۱۹۸۹)
- کلید (۱۹۹۱)
- پسر پلنگ صورتی (۱۹۹۳)